# Verbîne, Horol
Verbîne (în ucraineană Вербине) este un sat în comuna Vîșneakî din raionul Horol, regiunea Poltava, Ucraina.

## Demografie
Componența lingvistică a localității Verbîne
     Ucraineană (96,39%)
     Rusă (2,41%)
     Română (1,2%)
Conform recensământului din 2001, majoritatea populației localității Verbîne era vorbitoare de ucraineană (96,39%), existând în minoritate și vorbitori de rusă (2,41%) și română (1,2%).